# Guziec pustynny
Guziec pustynny, fakoszer (Phacochoerus aethiopicus) – gatunek afrykańskiej świni, zwierzę łowne. Zamieszkuje stepy Afryki. Jeden z dwóch gatunków rodzaju Phacochoerus.
W polskiej literaturze zoologicznej dla oznaczenia gatunku używana była nazwa zwyczajowa „guziec”. Jednak w wydanej w 2015 roku przez Muzeum i Instytut Zoologii Polskiej Akademii Nauk publikacji „Polskie nazewnictwo ssaków świata” gatunkowi przypisano oznaczenie guziec pustynny, rezerwując nazwę guziec dla rodzaju Phacochoerus.
Długość około 1 m, rogowe wyrostki na głowie, czarna grzywa na karku, dolne i górne kły wielkie, zakrzywione ku górze.